# Therapeutae
Les Therapeutae (grec : Θεραπευταί Therapeutai ; féminin : Therapeutrides), ou Thérapeutes, sont les membres d’une secte juive hellénisée, appauvrie, chaste, solitaire, ascétique et contemplative, décrite par le philosophe juif Philon d’Alexandrie qui les rapproche des esséniens dans son livre De vita contemplativa qui en demeure le seul témoignage. Par la suite, Eusèbe de Césarée, Jérôme de Stridon, Épiphane de Salamine, apologètes chrétiens des IVe – Ve siècle, en parlent. Pour eux, ce sont des précurseurs du christianisme et nombre d'entre eux seraient devenus des disciples de l'évangéliste Marc, mais la plupart des critiques mettent fortement en doute cette affirmation.

## Sources
Il n'existe qu'une seule source mais qui semble être un témoignage direct : l'ouvrage de Philon d'Alexandrie De vita contemplativa, écrit dans la première moitié du Ier siècle de notre ère.
Aucun écrit de ce courant des Thérapeutes, vraisemblablement disparu lors de la répression de la grande Révolte des exilés de 115-117, n’a subsisté : « Des livres propres à ce groupe auraient servi à l'initiation et à la méditation de ses membres : ils ont disparu ».
Les siècles suivants et malgré la disparition de la secte juive, les Pères de l'Église, Eusèbe de Césarée (v. 265-339), Jérôme de Stridon (347-420) ou Épiphane de Salamine (v. 315-403), en parlent.

## Leur nom
« « Thérapeutes » est le décalque du grec thérapeutae, pluriel de thérapeutês ». Quoique le mot porte aussi le sens de « soigner » ou « guérir » (thérapeuein, θεραπεύω), il désigne ici une fonction précise : « servir » un dieu ou lui rendre un culte.
Platon, un des grands inspirateurs de Philon l'atteste en utilisant le mot dans l'une de ses œuvres appelée Gorgias, pour parler de « l'homme qui a pris soin du corps ». Dans Les Lois, écrit de vieillesse du même auteur, « le terme revêt une note de piété, le fils est présenté comme le « serviteur (therapeutês) de la famille et de la cité » ; ailleurs il est question de therapeutês ou ministre des « choses saintes ou des choses sacrées ». » Ainsi, dans Phèdre (252C) « il est employé pour désigner les desservants des dieux, notamment Arès et Zeus ». « Progressivement, un sens quasi liturgique investit donc le terme thérapeuein, qui signifia dès lors « honorer » ou « servir » la divinité ».
Selon Philon, c'est le nom que les Thérapeutes se donnaient eux-mêmes, en revanche on ne connaît pas le nom que leur donnaient leurs contemporains, ou leurs adversaires.

## Historicité et origines

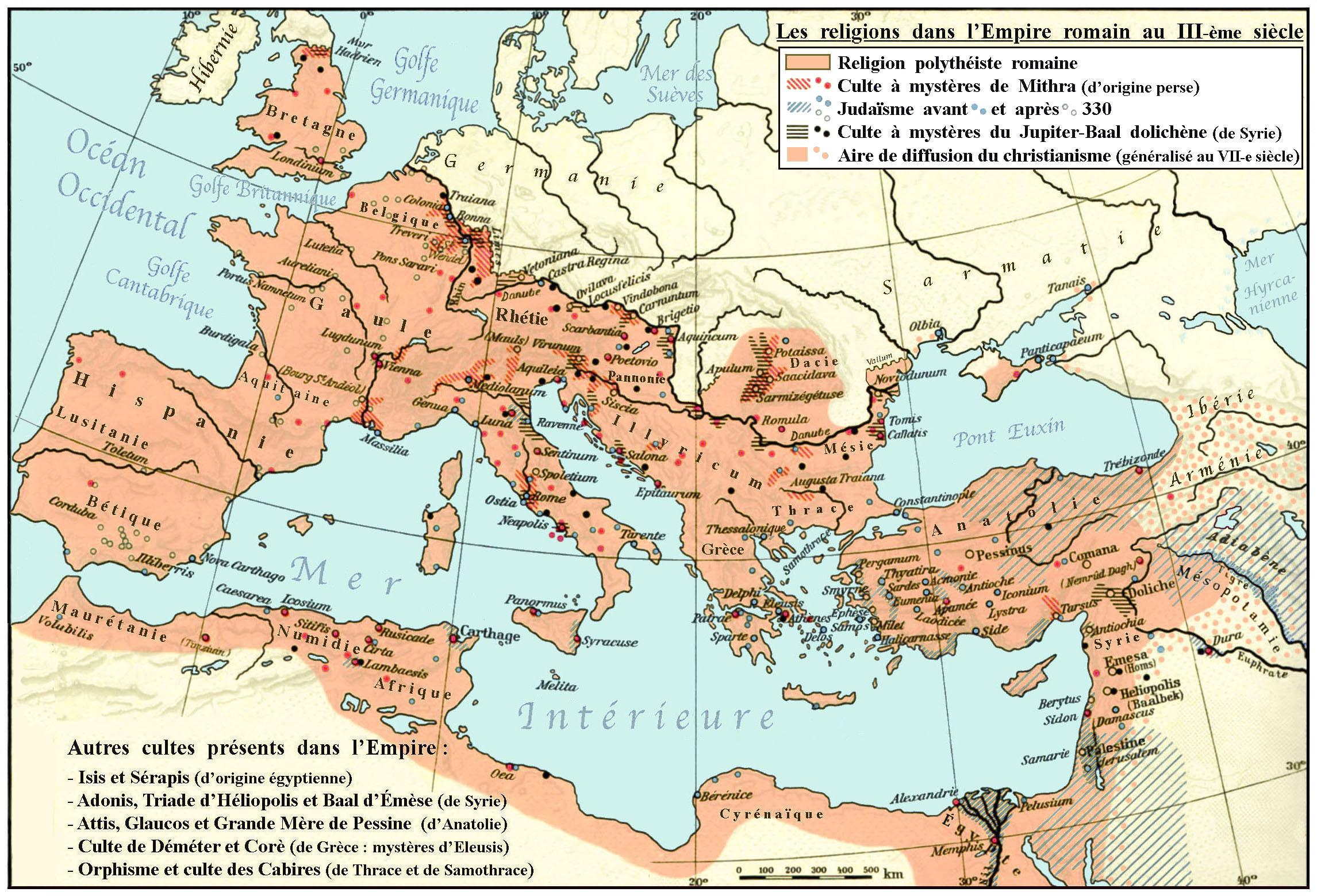
La diversité religieuse dans l'empire romain durant l'Antiquité tardive, avec, en bleu, les principaux centres du judaïsme (alors essentiellement hellénistique).

À la naissance de la critique historique sur ces questions, il y a deux siècles, les Thérapeuthes étaient considérés comme un groupe idéal et fictif, sorti de l'imagination de Philon d'Alexandrie. Toutefois, selon Simon Claude Mimouni, « ce n'est plus le cas et personne aujourd'hui ne conteste l'historicité de ce groupe ».
« On ne sait pas à quelle époque les communautés de Thérapeutes ont commencé à se constituer ». « Les origines des Thérapeutes demeurent obscures ». Reprenant tant les indications de Philon que la description qu'il en fait, certains critiques estiment que les Thérapeutes étaient apparentés aux Esséniens.
Une partie significative de la critique y voit un « essénisme alexandrin »,, même si ces critiques « estiment que les deux mouvements ne sont pas identiques et que leur mise en parallèle ne va pas sans poser nombre de problèmes ». Pour sa part, sans expliquer pourquoi, Simon Claude Mimouni émet des doutes au sujet de cette thèse. Il rejoint les autres historiens pour « considérer le mouvement des thérapeutes de manière séparée par rapport au mouvement des esséniens » d'autant, ajoute-t-il, « que Philon qui parle des deux groupes ne les confond jamais ».

## Localisation

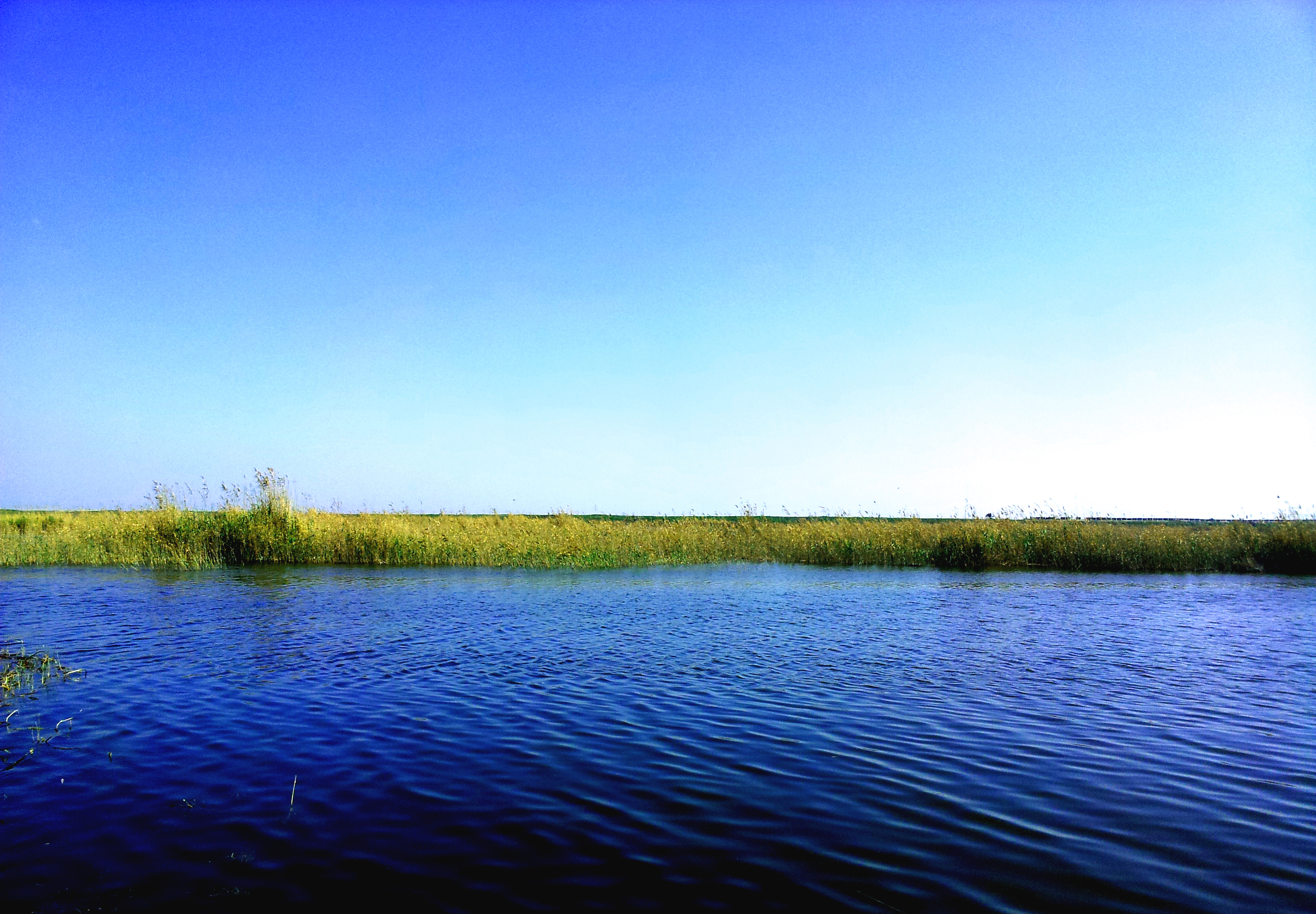
Le lac Maréotis aujourd'hui.

Selon ce qu'en dit le philosophe juif Philon d'Alexandrie (né vers 20 av. J.-C. et mort en 50 ap. J.-C.), qui semble les avoir connus personnellement, il s'agit d'un groupe religieux, « répandu par toute l'Égypte » dont une importante communauté composée d'hommes et de femmes vivaient au bord du lac Maréotis, près d'Alexandrie et à partir de tous les lieux ceux où existaient des Thérapeutes, les meilleurs parmi eux « vont en pèlerinage à l'endroit qui leur convient le mieux, comme si c'était leur pays, qui est au-delà du Lac maéréotique. (Philon, Les ascètes III) »[pas clair]
Cette localisation au bord du lac Maréotis, « non loin de la côte méditerranéenne », a attiré l'attention des critiques « qui l'estiment probable, étant donné que cette région à l'ouest d'Alexandrie a été très peuplée dans l'Antiquité comme l'indiquent les nombreuses trouvailles archéologiques ».

## Description

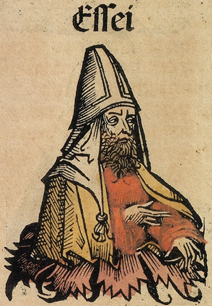
Représentation d'un Essénien (Chronique de Nuremberg, 1493)

D'entrée de jeu, Philon compare les Thérapeutes aux Esséniens dont il dit avoir traité dans d'autres de ses livres. Selon André Paul, Philon note une différence entre les deux groupes : les Esséniens « ont consacré à la vie active leur zèle et leurs efforts », alors que les Thérapeutes sont voués à la théôria ou vie contemplative. Toutefois, pour Simon Claude Mimouni, cette opposition entre actifs et contemplatifs concerne deux catégories : « les jeunes » qui sont actifs et « les anciens » qui sont contemplatifs. « Il s'agit vraisemblablement d'un groupement de volontaires qui pratiquent une même règle de vie et sont à considérer comme des disciples accomplis de la loi de Moïse ». Ce sont des Juifs pieux « assez semblables aux lévites car ils vivent, comme eux, en état d'ascétisme et de pureté lorsqu'ils sont en service au Temple de Jérusalem ». Il n'y a aucun esclave dans la communauté. Les repas semblent cultuels et — comme dans les premiers temps de l'Église primitive — le service de table est exercé par des diakonoi (des diacres). Ces servants appartiennent à la catégorie des « jeunes ». Les Thérapeutes renonçaient « à toute propriété : ils distribuaient la totalité de leurs biens à leurs proches ou amis avant d'entrer dans la vie contemplative ». Ils vivaient donc « pauvrement, se contentant d'un manteau en hiver et d'une simple tunique en été ». Ils priaient en commun deux fois par jour, le matin et l'après midi. À part cela « la recherche du sens allégorique de l'Écriture sainte » constituait « leur unique occupation ». Ils manifestaient « une véritable vénération pour le Shabbat qu'ils spiritualisaient ». Ils observaient « un calendrier liturgique différent de celui en usage en Palestine ».
Philon les présente donc comme « des philosophes contemplatifs vivant en communauté » et respectant « des règles ascétiques très précises et très strictes, notamment en matière d'alimentation ». Pour Simon Claude Mimouni, il s'agit donc « de personnes extrêmement éduquées, ayant sans doute fait partie de l'élite judéo-grecque d'Alexandrie ».
Il y avait des femmes dans la communauté,. Les Thérapeutes étaient célibataires et la plupart des femmes étaient appelées « vierges âgées ». La virginité était la conséquence du retrait total de la cité. Cette présence féminine « a suscité la curiosité des critiques, qui se sont demandé quelle a dû être leur niveau éducatif et leur connaissance de l'Écriture ».

### Témoignage de Philon

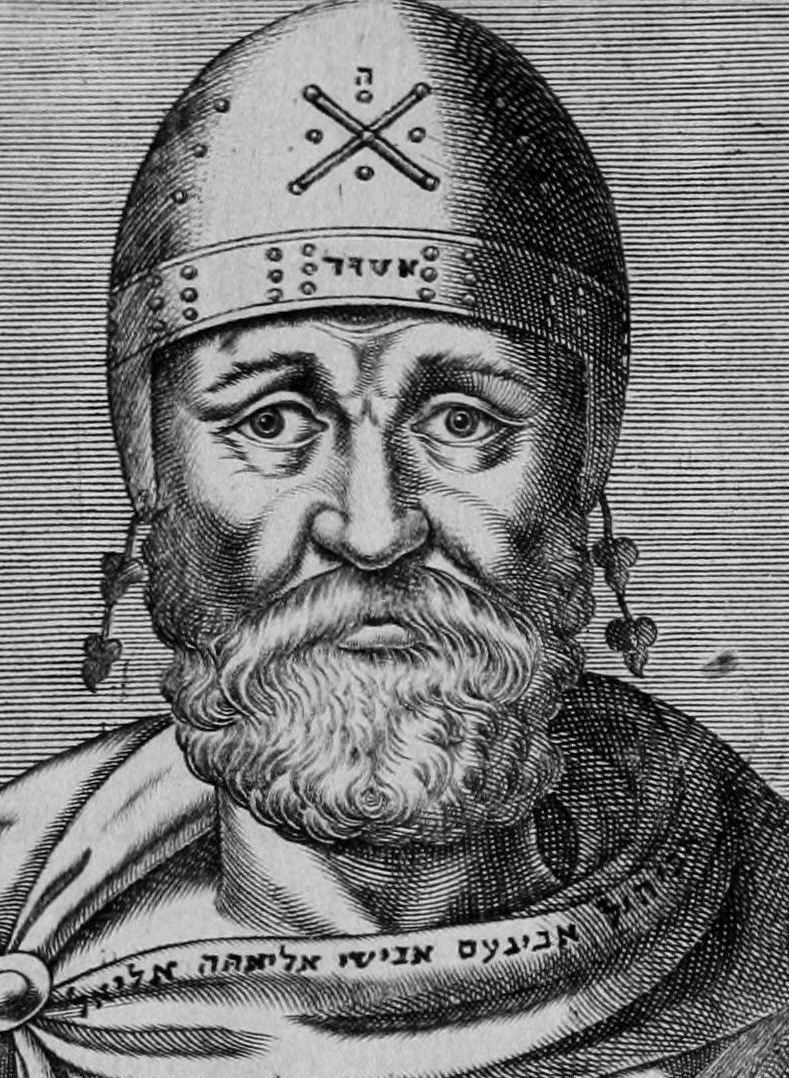
Représentation de Philon d'Alexandrie (1584)

Le philosophe juif Philon d'Alexandrie (né vers 20 av. J.-C. mort en 50 ap. J.-C.) les décrit comme des contemplatifs, « philosophes » juifs, vivant hors du temps, « leur vie se présente telle une incessante et grandiose liturgie ». Leurs conditions de vie s'apparentaient fort à celles du monachisme des futures laures, et ils étaient « les meilleurs » d'un genre d'hommes qui se vouaient à « la bonté parfaite » et qui « existe en de nombreux endroits dans le monde habité ».
Philon se servait d'une polarité familière dans la philosophie grecque entre la vie active et la vie contemplative, en donnant les Esséniens comme exemple de vie active, une autre secte à l'ascétisme sévère, et la vie contemplative que menaient les Thérapeutes dans le désert.
Selon Philon, ils vivaient chastement et dans la plus grande simplicité, ils « avaient en premier lieu prévu la tempérance comme une sorte de fondement sur laquelle l'âme s'appuierait pour construire sur cette base d'autres vertus » (Philon). Ils se consacraient à la vie contemplative, et leurs activités pendant six jours de la semaine étaient faites d'ascèse, de jeûne, de prière solitaire et de l'étude des Écritures dans leurs cellules isolées, dont chacune comportait un sanctuaire saint et séparé et une cour fermée:
« L'intervalle tout entier de l'aube au soir, est consacré aux exercices spirituels. Car ils lisent les Saintes Écritures et traduisent en pensée et en allégorie leur philosophie ancestrale, puisqu'ils regardent les significations littérales, comme symboles d'une nature intérieure et cachée qui se révèle en idées voilées. » Philon, paragraphe 28
Outre le Pentateuque, les Prophètes et les Psaumes, ils possèdent des écrits secrets (apocryphes) appartenant à leur tradition propre, et qui comprennent des formules pour des interprétations numérologiques et allégoriques.
Ils renonçaient à la propriété et suivaient une discipline sévère : « Ces hommes abandonnent leurs biens sans subir l'influence de toute attraction prédominante, et ils fuient loin d'eux sans même retourner la tête ».
Ils « professaient un art de guérir qui l'emportait sur celui qu'on pratiquait dans les villes », note Philon. Depuis Alexandrie, on affluait pour pouvoir le trouver.
Le septième jour, les Therapeutae se réunissaient dans une maison pour y entendre des prédications, les hommes d'un côté et, par pudeur, les femmes de l'autre. Une fois toutes les sept semaines, ils se réunissent pour une longue veillée nocturne, après un banquet où ils se servent les uns les autres, parce qu'« ils ne disposent pas d'esclaves, ils jugent en effet que posséder des serviteurs quels qu'ils soient est contraire à la nature qui a engendré tous les hommes en leur donnant la même liberté » (Philo, para.70) et ils chantent des hymnes antiphonés jusqu'à l'aube.

## Postérité
« Le thème du désert a souvent été mis en rapport avec les Thérapeutes, notamment la retraite et la solitude du prophète chez Philon ». Ce thème occupait une grande place dans la spiritualité juive de l'époque. On le retrouve notamment dans les manuscrits que l'une des tendances d'Esséniens a écrits et que l'on a retrouvés dans des grottes à proximité de Qumrân. On trouve ce même thème du désert appliqué à Jean le Baptiste dans les évangiles utilisant d'ailleurs la même citation que le scribe qui semble avoir ajouté cette citation — vraisemblablement au Ier siècle — dans la Règle de la communauté.
Dans son Histoire ecclésiastique, Eusèbe de Césarée, auteur chrétien du IVe siècle, décrit les Thérapeutes de Philon comme les premiers moines chrétiens, identifiant leur renonciation à la propriété, leur chasteté, leurs jeûnes et leurs vies solitaires à l'idéal cénobitique des moines. Pour Eusèbe, les Thérapeutes auraient été parmi les premiers chrétiens convertis par Marc, envoyé de Jérusalem pour répandre le message chrétien. Pour Simon Claude Mimouni, si les autres Pères de l'Église, comme Épiphane, ou saint Jérôme disent la même chose, c'est parce qu'ils reprennent les informations d'Eusèbe, sans aucune critique. Pour Mimouni, « ces informations sont considérées maintenant comme erronés, mais elles ont été à la source de confusions qui ont duré près d'un millier d'années ».Toutefois, d'autres critiques ne sont pas aussi catégoriques que Mimouni.
Malgré cette exaltation du désert et ce qu'écrivent les Pères de l'Église, Simon Claude Mimouni estime qu'on ignore si le souvenir des Thérapeutes « a réellement influencé les premiers moines chrétiens égyptiens du IIIe siècle comme l'ont pensé Épiphane, Jérôme et bien d'autres après eux ».

### Eusèbe de Césarée
Pour Eusèbe de Césarée, les Thérapeutes de Philon sont les premiers disciples du mouvement créé par Jésus convertis par Marc. Pour lui « que Philon les ait désignés par ce terme [Thérapeutes] qui répondait parfaitement à leurs occupations, ou qu'en fait, on les ait appelés d'abord ainsi dès le début, le nom de chrétiens n'étant pas en usage partout, il est inutile de s'y arrêter. Philon rapporte donc que d'abord ils renonçaient à leurs biens. […] Le livre des Actes des Apôtres qui est reçu de tous, porte d'ailleurs que tous les disciples des apôtres vendaient, eux aussi, leur fortune et leurs biens et les distribuaient à chacun selon ses besoins, tellement qu'il n'y avait aucun indigent parmi eux. Ceux qui possédaient des terres ou des maisons, dit l'Écriture, les vendaient et venaient en déposer le prix aux pieds des apôtres pour que la répartition en fût faite à chacun, selon qu'il était nécessaire. Philon rend le même témoignage de ces thérapeutes en question ».
Comme les premiers ermites chrétiens du désert égyptien (la Thébaïde), ils vivaient en ermites ou anachorètes, plutôt qu'en communauté, comme plus tard devaient le faire les communautés cénobitiques.
« Le caractère semi-anachorétique de la communauté des Thérapeutes, la renonciation à la propriété, la solitude pendant les six jours de la semaine et le rassemblement du samedi pour la prière commune et le repas en commun, la sévérité du jeûne, la sauvegarde vivante de la mémoire de Dieu, la prière continue, la méditation et l'étude de l'Écriture Sainte sont également des pratiques des anachorètes chrétiens du désert d'Alexandrie ». Scouteris, Les Therapeutae de Philon et les moines comme Therapeutae selon le Pseudo-Denys.

### Épiphane et Jérôme de Stridon
Épiphane de Salamine « rapproche la communauté des Thérapeutes des communautés chrétiennes (Panarion, XXIX, 5, 1-3). Jérôme de Stridon (saint Jérôme) la compare aux premiers monastères et souligne que leur mise en commun des biens rappelle la pratique de la première communauté de Jérusalem (De viris illustribus, 11) ».

### Pseudo-Denys
On connaît une référence secondaire aux Therapeutae grâce au Pseudo-Denys l'Aréopagite (Ve siècle), qui signale que « Certaines personnes ont donné aux ascètes le nom de « Therapeutae » ou de serviteurs, alors que d'autres leur ont donné celui de moines ». Le Pseudo-Denys cependant décrit déjà un ordre chrétien ascétique extrêmement organisé.

## Influences
L'influence la plus évidente est celle des Esséniens avec qui Philon d'Alexandrie les compare, et qui partagent avec eux plusieurs similarités y compris l'usage d'un calendrier différent des autorités du Temple comme les auteurs de la centaine de manuscrits de la mer Morte qui désignent leur groupe sous le nom de Yahad et qui sont probablement une des quatre tendances d'Esséniens.
On a émis des hypothèses sur diverses influences qui peuvent être à l'origine des Thérapeutes. Le Livre d'Hénoch et les Jubilés sont des exemples de la tradition hébraïque sur les valeurs mystiques des nombres et les interprétations allégoriques, sans qu'il faille remonter à Zoroastre ou aux Pythagoriciens, mais on trouve aussi cela dans les écrits du Yahad retrouvés dans des grottes près de Qumrân. C'est probablement aussi un nazôréen palestinien qui a écrit au Ier siècle le Livre d'Hénoch II qui a été conservé en langue slave. Dans le même genre apocalyptique, des fragments de Hénoch I en hébreu et en araméen ont été retrouvés parmi les manuscrits de la mer Morte. Avant cette découverte, Hénoch I n'était connu que par sa version éthiopienne composé dans des milieux chrétiens de cette région, à partir d'une version grecque. L'existence d'une version grecque considérée comme un texte de référence dans les milieux proto-chrétiens au Ier siècle est attestée « puisqu'on en trouve une citation dans l'Épître de Jude (14b-15) » qui figure dans le Nouveau Testament et censée avoir été écrite par le frère de Jésus de même nom. Pour François Blanchetière, « identifier purement et simplement le judéo-christianisme avec l'apocalyptique juive comme le font certains critiques est sans doute reconnaître l'importance de ce courant et le fait que la majorité des œuvres issues de ces milieux a été conservé uniquement parmi les chrétiens ». Si après la défaite de la Grande révolte juive (70) il n'avait existé que le seul mouvement rabbinique cette littérature aurait en effet disparu.
Un nombre significatif de critiques voient chez les Thérapeutes un « essénisme alexandrin ».« Pour d'autres critiques, les Thérapeutes comme les esséniens ont été influencés par le pythagorisme et d'autres religions proches ou moyennes-orientales ».